# Cộng đồng quốc tế
Cộng đồng quốc tế là một cụm từ được sử dụng trong địa chính trị và quan hệ quốc tế để chỉ một nhóm người và chính phủ trên thế giới. Nó không có nghĩa đen là tất cả các quốc gia hoặc tiểu bang trên thế giới. Thuật ngữ này thường được sử dụng để ám chỉ sự tồn tại của một quan điểm chung đối với các vấn đề như các vấn đề cụ thể về quyền con người. Các nhà hoạt động, chính trị gia và nhà bình luận thường sử dụng thuật ngữ này để kêu gọi hành động được thực hiện; ví dụ, hành động chống lại những gì theo quan điểm của họ là đàn áp chính trị ở một quốc gia nào đó.
Thuật ngữ này thường được sử dụng để ngụ ý tính hợp pháp và đồng thuận cho quan điểm về một vấn đề đang tranh chấp; ví dụ, để nâng cao uy tín của một cuộc bỏ phiếu đa số trong Đại hội đồng Liên Hợp Quốc.

## Chỉ trích
Noam Chomsky cáo buộc rằng việc sử dụng thuật ngữ này được sử dụng để chỉ Hoa Kỳ và các đồng minh và quốc gia vệ tinh, cũng như các đồng minh trên phương tiện truyền thông của các quốc gia đó. Học giả và học giả Martin Jacques nói:"Tất cả chúng ta đều biết cụm từ 'cộng đồng quốc tế' nghĩa là gì, phải không? Đó là thế giới phương Tây, không hơn, không kém. Sử dụng thuật ngữ"cộng đồng quốc tế"là một cách trang nghiêm của thế giới phương Tây, toàn cầu hóa nó, làm cho nó có vẻ đáng kính hơn, trung lập hơn."